# Bundesautobahn 862
La Bundesautobahn 862 era una brevissima autostrada tedesca della lunghezza di mezzo km che collegava l'autostrada A 5 al confine con la Francia.
Attualmente l'autostrada viene considerata come una semplice uscita della A 5.

## Percorso
| BAB 862 |           |                            |     |                |                |
| Tipo    | n° uscita | Indicazione                | km  | Corrispondenze | Strada europea |
|         |           | Confine di Stato - Francia | 0,4 |                |                |
|         |           | Dreieck Neuenburg          | 0,0 |                |                |